# Saint-Trias
Die Saint-Trias beschreibt das kombinierte Auftreten der Krankheiten Hiatushernie, Cholelithiasis und Dickdarmdivertikulose. Ein ätiologischer Zusammenhang dieses gemeinsamen Auftretens konnte bislang nicht aufgedeckt werden. Benannt wurde die Trias nach dem südafrikanischen Chirurgen Charles Saint.